# Je ne suis plus une enfant
Série
Bambino
(1956)
Pour plus de détails, voir Fiche technique et Distribution.
Je ne suis plus une enfant (Non sono più guaglione) est un musicarello melodramma strappalacrime italien de Domenico Paolella sorti en 1958.
C'est la suite de Bambino de Giorgio Simonelli sorti deux ans auparavant.

## Fiche technique
- Titre original italien : Non sono più guaglione[1]
- Titre français : Je ne suis plus une enfant[2]
- Réalisateur : Domenico Paolella
- Scénario : Oreste Biancoli, Leo Bomba, Isa Mari, Vinicio Marinucci, Ettore Scola, Carlo Infascelli, Leo Benvenuti
- Photographie : Raffaele Masciocchi
- Montage : Gisa Radicchi Levi
- Musique : Carlo Rustichelli
- Décors : Beni Montresor
- Production : Carlo Infascelli, Maurice Cloche
- Sociétés de production : Do.re.Mi, Cloche Productions
- Pays de production :  Italie,  France
- Langue originale : italien
- Format : Noir et blanc - Son mono - 35 mm
- Durée : 95 minutes
- Genre : Mélodrame musical
- Dates de sortie :
  - Italie : 1958 (visa délivré le 21 décembre 1957[1])
  - France : 27 mai 1960[2]

## Distribution
- Sylva Koscina : Carolina
- Gabriele Tinti : Vincenzino
- Yvonne Monlaur : Nennella
- Françoise Rosay : Donna Assunta, la mère de Vincenzino
- Armand Mestral : Le Français
- Tina Pica : Nini Bijou
- Nunzio Gallo : Mimì Caputo
- Carlo Delle Piane : l'acolyte du Français
- Giacomo Furia : Don Salvatore - le cordonnier
- Dante Maggio : Don Pasqualino - employeur Vincenzino
- Eduardo Passarelli : Le commissaire de police
- Nino Vingelli : le barman
- Piero Giagnoni : le garçon